# Grégory Tanagro
Grégory Tanagro, né le 17 juin 1984 à Sète, est un footballeur français international de football de plage évoluant au poste de défenseur, formé au Stade rennais.

## Carrière
Formé au Stade rennais, Grégory Tanagro fait partie de la génération lauréate de la Coupe Gambardella 2003, en compagnie notamment de Yoann Gourcuff, Jimmy Briand, Grégory Bourillon et Jacques Faty.
En janvier 2004, il signe son premier contrat professionnel avec son club formateur, et dispute ses premiers matches professionnels. Sa première apparition en Ligue 1 avait eu lieu quelques mois plus tôt, le 29 novembre 2003 face à l'Olympique lyonnais. 
Il ne réussit cependant pas à gagner la confiance de son entraîneur Laszlo Bölöni, et joue très peu durant l'année et demie suivante. En janvier 2006, il est prêté jusqu'à la fin de la saison au FC Sète, alors en Ligue 2. À son retour, il n'est pas conservé par le Stade rennais, et s'engage au RCO Agde.
Quelques mois plus tard, on le retrouve en train de disputer la Coupe du monde de Beach soccer avec l'Équipe de France dirigée par Éric Cantona.
Il se reconvertit comme entraîneur après sa carrière de joueur et dirige l'équipe première de Balaruc-les-Bains. En mai 2020, il est nommé, avec ses adjoints balarucois Laurent et Bruno Barcelone, entraîneur de l'AS Frontignan AC.

## Palmarès
- 2002 : Champion de France des 18 ans avec le Stade rennais
- 2003 : Vainqueur de la Coupe Gambardella avec le Stade rennais.
- 2004 : Champion de France des réserves professionnelles avec le Stade rennais
- 2007 : Quatrième de la Coupe du monde de Beach soccer avec l'Équipe de France